# Саша Пилиповић
Саша Пилиповић (Крагујевац, 1963) српски је позоришни, филмски и ТВ глумац, једини професионални глумац на Балкану који игра представе на есперанто језику. .

## Биографија
Војно-ваздухопловну школу завршио у Рајловцу. Радио у Сиску, Загребу и Земуну. Од октобра 1991. године члан је глумачког ансамбла Књажевско-српског театра. 
Године 1987. постаје члан Студентског есперантског казалишта и игра по светским есперантским конгресима широм света. Једини професионални глумац на Балкану који игра представе и изводи концерте на есперанто језику. Наступао је у преко четрдесет земаља (Пољска, Куба, Француска, Хрватска, Бразил, Шведска, Литванија, Исланд, Ирска, Вијетнам, Јужна Кореја, Јапан).
.
Учествовао у поемама Похвала животу групе аутора, Сто за једног М. Станковића, Уста светилишта Б. Хорвата, Плави лептир Р. Бернса, Поглед из сна Ж. Ђорђевића, Они су ушли у дом наш Ј. Зивлака, Између неба и земље В. Стевановића и Игре бројева М. Демића на Великом школском часу у Шумарицама.
Играо је монодраму Двојник према роману Видосава Стевановића Шта птица каже у продукцији Центра за културу и уметност из Алексинца и монодраму Томаша Јачимека Колега Мела Гибсона у продукцији Позоришта комедије. Идејни је творац више кабареа попут Кабареа Супарница, Ало кабареа и Верда банано, кабареа на есперанту. 
Остварио је улоге у ТВ серијама Срећни људи, Породично благо, Сељаци, Село гори а баба се чешља, Мој рођак са села, Равна Гора, Сумњива лица, Корени и Шифра Деспот, те у играним филмовима Рингераја и За краља и отаџбину.Водио је емисију РТС-а Балада о селу.

## Улоге у Књажевско-српском театру
- Сељак (Ј. Радуловић, Голубњача)
- Мушица (Ф. Ведекинд, Буђење пролећа)
- Боби Моди (Р. Куни, Бриши од своје жене)
- Музичар на гитари (Б. Станковић, Коштана)
- Рони (Р. Куни, Бриши од свога мужа)
- Зелени витез љубави и Презбитер (Д. Максимовић, Земља јесмо)
- Едмунд (В. Шекспир, Краљ Лир)
- Андрија Хаџиантић (Д. Бошковић, Бриши од свога брата)
- Љубомир Протић (Б. Нушић, Покојник)
- Први брат (Б. Трифуновић, Цар и пастир)
- Коњ (Б. Ковачевић, Balkan Boy)
- Ташула (Д. Ковачевић, Лимунација)
- Михаило-зограф (Г. Михић, Осмех анђела)
- Мајор Дитрих (Г. Михић, Балкан експрес)
- Радослав (Ј. Зупанц, Огњена купина)
- Поручник коњички (С. Јаковљевић, На леђима јежа)
- Манфурио (Ђ. Бруно, Дангубе)
- Пацијент (Д. Ковачевић, Шта је то у људском бићу што га води према пићу)
- Момак (С. Пешић, Гуска на месецу)
- Кардинал Инквизитор (Б. Брехт, Галилејев живот)
- Др Петровић (Б. Нушић, Ожалошћена породица)
- Пајарден (Ж. Фејдо, Хотел „Слободан промет“)
- Димитрије Давидовић (М. Јеремић, Милош Велики)
- Димитрије Давидовић (Ђ. Милосављевић, Контумац или Берман и Јелена)
- Наје (Ј. Л. Карађале, Карневалски призори)
- Живан Шевић (М. Црњански, Сеобе)
- Младен Милановић (Д. Поповић, Конак у Крагујевцу)
- Министар Поповић (Б. Нушић, Госпођа министарка)
- Гавин (Х. Пинтер/Х. Милер/Платон, Клуб Нови светски поредак)
- Професор Павловић (Н. Брадић, Ноћ у кафани Титаник)
- Пато Дули (М. Макдона, Лепотица Линејна)
- Хари Дангл (Р. Бин, Један човек, двојица газда)
- Атикус Финч (Х. Ли, Убити птицу ругалицу)
- Леонида Соларовић (Г. Марковић, Зелени зраци)
- Адвокат (Н. Брадић, Принцип суперстар – Месечари)
- Кир Дима (Ј. С. Поповић, Кир Јања)
- Пастор (А. Стриндберг, Отац)

## Филмографија
| Филмографија глумца Саше Пилиповића | Филмографија глумца Саше Пилиповића | Филмографија глумца Саше Пилиповића | Филмографија глумца Саше Пилиповића |
| Год.                                | Назив                               | Улога                               |                                     |
| ----------------------------------- | ----------------------------------- | ----------------------------------- | ----------------------------------- |
| 2000.-те                            |                                     |                                     |                                     |
| 2008.                               | Село гори, а баба се чешља          | Адвокат                             |                                     |
| 2008.                               | Мој рођак са села                   | Генерал                             |                                     |
| 2009.                               | Сељаци                              | Лажа                                |                                     |
| 2010.-те                            |                                     |                                     |                                     |
| 2016.                               | Сумњива лица                        | Особа 2                             |                                     |
| 2021.                               | Клан                                | Бебин отац                          |                                     |